# 美深町

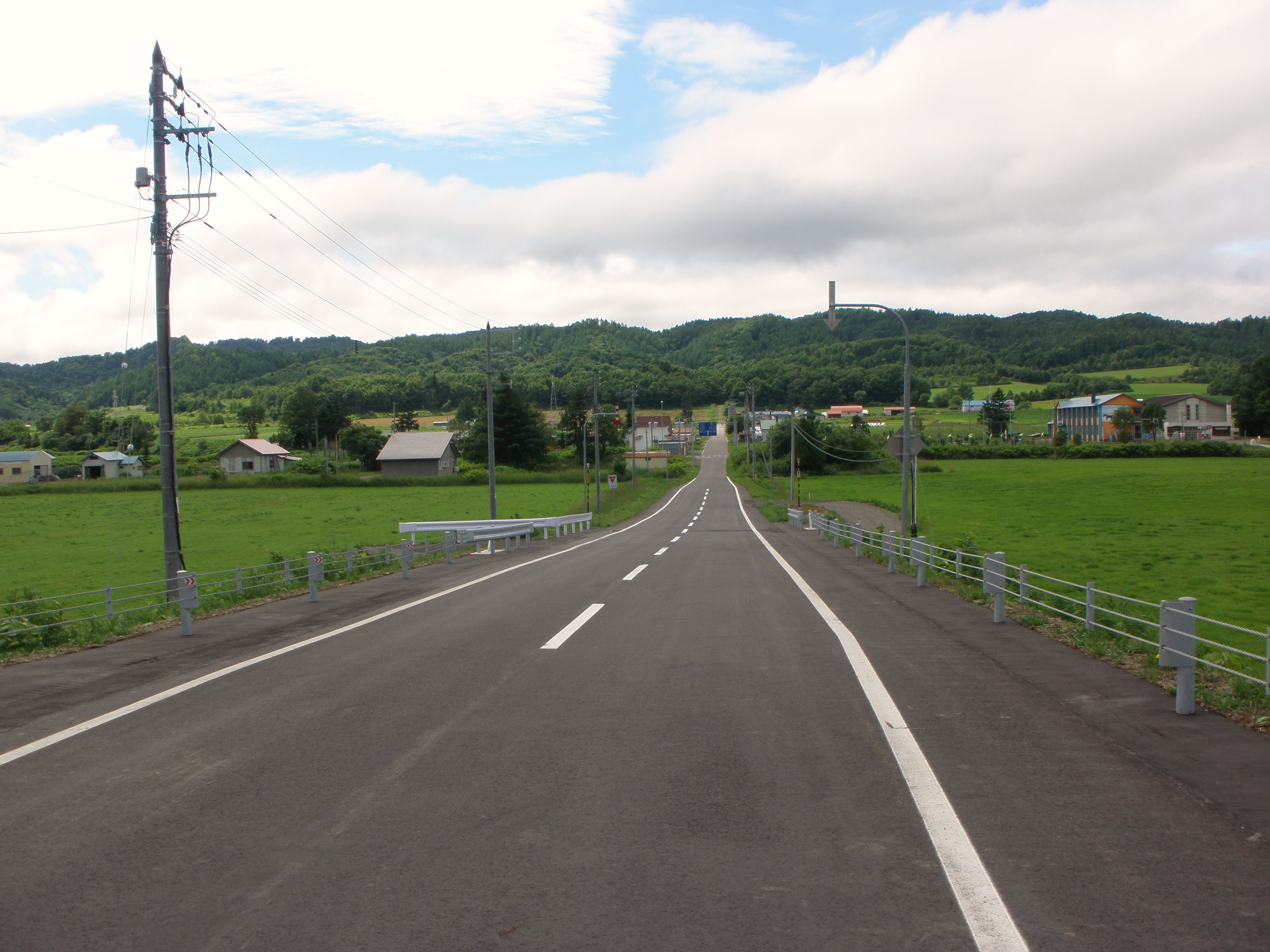
町内風景

美深町（びふかちょう）は、北海道の上川地方北部に位置する町。

## 地理
町内を南北に天塩川が流れ、国道40号、JR宗谷本線が走る。町面積のほとんどは森林。西の天塩山地、東の北見山地に囲まれる。特別豪雪地帯。
- 山: 函岳（1,124m）、シアッシリ山（903 m）、松山、苦頓別山（649m）
- 河川: 天塩川

### 隣接している自治体
- 上川総合振興局管内
  - 名寄市
  - 中川郡：音威子府村、中川町
  - 雨竜郡：幌加内町
- 宗谷総合振興局管内
  - 枝幸郡：枝幸町
- オホーツク総合振興局管内
  - 紋別郡：雄武町

### 気候
内陸性の気候で寒暖の差が激しく、冬は日本屈指の酷寒地帯であり、1月の平均気温は-8.6℃である。1931年1月27日には、当時の委託観測所において、国内の最低気温となる-41.5℃を記録している。最高気温は36.0℃（1920年7月25日）。
美深のアメダスは1976年5月に統計を開始した。最高気温の極値は36.6℃（2021年7月28日）、2位が35.9℃（1978年8月3日）で、猛暑日を観測したのは5日のみである。最低気温の極値は-37.0℃（1978年2月17日）。平年値で冬日の年間日数は171.7日、真冬日85.2日。夏日55.2日、真夏日9.4日、猛暑日0.0日。熱帯夜を観測したことはない。
降水量は8月から12月までにかけて多く、10月から3月にかけて雪または雨の降る日が多い。平年値で年間降雪量888cm、年間の最深積雪は137cm（1983年10月統計開始）。最深積雪の極値は186cm（1999年3月12日）。日照時間は11月から2月にかけて少なくなっている（1988年6月統計開始）。最大風速の極値は14.1m/s（風向：南西、2015年10月2日）、最大瞬間風速の極値は28.1m/s（風向：西南西、2015年10月2日、2009年9月統計開始）
| 美深（1991年 - 2020年）の気候      | 美深（1991年 - 2020年）の気候 | 美深（1991年 - 2020年）の気候 | 美深（1991年 - 2020年）の気候 | 美深（1991年 - 2020年）の気候 | 美深（1991年 - 2020年）の気候 | 美深（1991年 - 2020年）の気候 | 美深（1991年 - 2020年）の気候 | 美深（1991年 - 2020年）の気候 | 美深（1991年 - 2020年）の気候 | 美深（1991年 - 2020年）の気候 | 美深（1991年 - 2020年）の気候 | 美深（1991年 - 2020年）の気候 | 美深（1991年 - 2020年）の気候 |
| 月                                 | 1月                           | 2月                           | 3月                           | 4月                           | 5月                           | 6月                           | 7月                           | 8月                           | 9月                           | 10月                          | 11月                          | 12月                          | 年                            |
| ---------------------------------- | ----------------------------- | ----------------------------- | ----------------------------- | ----------------------------- | ----------------------------- | ----------------------------- | ----------------------------- | ----------------------------- | ----------------------------- | ----------------------------- | ----------------------------- | ----------------------------- | ----------------------------- |
| 最高気温記録 °C （°F）             | 6.4 (43.5)                    | 11.9 (53.4)                   | 13.7 (56.7)                   | 26.7 (80.1)                   | 32.2 (90)                     | 34.0 (93.2)                   | 36.6 (97.9)                   | 35.9 (96.6)                   | 31.5 (88.7)                   | 27.3 (81.1)                   | 21.1 (70)                     | 9.8 (49.6)                    | 36.6 (97.9)                   |
| 平均最高気温 °C （°F）             | −4.1 (24.6)                   | −2.7 (27.1)                   | 2.0 (35.6)                    | 9.2 (48.6)                    | 17.4 (63.3)                   | 22.1 (71.8)                   | 25.5 (77.9)                   | 25.8 (78.4)                   | 21.4 (70.5)                   | 14.2 (57.6)                   | 5.3 (41.5)                    | −1.8 (28.8)                   | 11.2 (52.2)                   |
| 日平均気温 °C （°F）               | −8.6 (16.5)                   | −8.0 (17.6)                   | −3.0 (26.6)                   | 3.8 (38.8)                    | 10.7 (51.3)                   | 15.4 (59.7)                   | 19.4 (66.9)                   | 20.1 (68.2)                   | 15.4 (59.7)                   | 8.5 (47.3)                    | 1.5 (34.7)                    | −5.3 (22.5)                   | 5.8 (42.4)                    |
| 平均最低気温 °C （°F）             | −14.7 (5.5)                   | −15.0 (5)                     | −9.0 (15.8)                   | −1.6 (29.1)                   | 4.3 (39.7)                    | 9.6 (49.3)                    | 14.5 (58.1)                   | 15.5 (59.9)                   | 10.3 (50.5)                   | 3.4 (38.1)                    | −2.4 (27.7)                   | −10.0 (14)                    | 0.4 (32.7)                    |
| 最低気温記録 °C （°F）             | −34.9 (−30.8)                 | −37.0 (−34.6)                 | −31.5 (−24.7)                 | −16.5 (2.3)                   | −4.3 (24.3)                   | −0.8 (30.6)                   | 3.3 (37.9)                    | 4.7 (40.5)                    | 0.6 (33.1)                    | −5.6 (21.9)                   | −19.6 (−3.3)                  | −28.3 (−18.9)                 | −37.0 (−34.6)                 |
| 降水量 mm （inch）                 | 81.0 (3.189)                  | 60.2 (2.37)                   | 60.2 (2.37)                   | 47.5 (1.87)                   | 60.1 (2.366)                  | 64.8 (2.551)                  | 121.1 (4.768)                 | 131.6 (5.181)                 | 136.2 (5.362)                 | 130.7 (5.146)                 | 139.2 (5.48)                  | 126.0 (4.961)                 | 1,158.5 (45.61)               |
| 降雪量 cm （inch）                 | 200 (78.7)                    | 157 (61.8)                    | 138 (54.3)                    | 46 (18.1)                     | 0 (0)                         | 0 (0)                         | 0 (0)                         | 0 (0)                         | 0 (0)                         | 3 (1.2)                       | 111 (43.7)                    | 244 (96.1)                    | 888 (349.6)                   |
| 平均降水日数 （≥1.0 mm）           | 19.4                          | 15.8                          | 15.6                          | 11.2                          | 10.7                          | 8.8                           | 10.3                          | 11.1                          | 13.3                          | 16.9                          | 20.8                          | 23.7                          | 177.4                         |
| 平均月間日照時間                   | 42.5                          | 66.3                          | 108.4                         | 150.2                         | 181.1                         | 162.3                         | 148.5                         | 140.1                         | 134.7                         | 111.1                         | 48.1                          | 26.5                          | 1,319.7                       |
| 出典1：Japan Meteorological Agency |                               |                               |                               |                               |                               |                               |                               |                               |                               |                               |                               |                               |                               |
| 出典2：気象庁                      |                               |                               |                               |                               |                               |                               |                               |                               |                               |                               |                               |                               |                               |

### 人口
| |                                        |  |
| 美深町と全国の年齢別人口分布（2005年） | 美深町の年齢・男女別人口分布（2005年） |  |
| ■紫色 ― 美深町 ■緑色 ― 日本全国 | ■青色 ― 男性 ■赤色 ― 女性              |  |
| 美深町（に相当する地域）の人口の推移 \| 1970年（昭和45年） \| 11,433人 \| \| \| 1975年（昭和50年） \| 9,620人 \| \| \| 1980年（昭和55年） \| 8,350人 \| \| \| 1985年（昭和60年） \| 7,889人 \| \| \| 1990年（平成2年） \| 7,103人 \| \| \| 1995年（平成7年） \| 6,540人 \| \| \| 2000年（平成12年） \| 6,040人 \| \| \| 2005年（平成17年） \| 5,512人 \| \| \| 2010年（平成22年） \| 5,178人 \| \| \| 2015年（平成27年） \| 4,659人 \| \| \| 2020年（令和2年） \| 4,145人 \| \| |                                        |  |
| 総務省統計局 国勢調査より |                                        |  |
| 1970年（昭和45年） | 11,433人                               |  |
| 1975年（昭和50年） | 9,620人                                |  |
| 1980年（昭和55年） | 8,350人                                |  |
| 1985年（昭和60年） | 7,889人                                |  |
| 1990年（平成2年） | 7,103人                                |  |
| 1995年（平成7年） | 6,540人                                |  |
| 2000年（平成12年） | 6,040人                                |  |
| 2005年（平成17年） | 5,512人                                |  |
| 2010年（平成22年） | 5,178人                                |  |
| 2015年（平成27年） | 4,659人                                |  |
| 2020年（令和2年） | 4,145人                                |  |

## 町名の由来
もともと下名寄村と呼ばれていたが、智恵文村を分離した1920年（大正9年）6月1日に現在の名称となった。 
現在の名称はもともと現在の美深駅付近の天塩川の砂利川原を指した「ピウカ」の地名から採られ、アイヌ語の「ピウカ（piwka）」（石の多い場所）に由来する。なお下名寄村時代に開業した美深駅は当初「ぴうか」と呼んだが、美深村に改称後の1951年（昭和26年）7月14日に読みを「びふか」に改めている。

## 沿革
- 縄文時代から栄える。
- 1857年（安政4年） - 松浦武四郎、天塩川を遡り上川郡、中川郡を探検する。天塩日誌がある。
- 1901年（明治34年） - 下名寄村を含む中川郡、増毛支庁（現留萌支庁）から上川支庁に移管、剣淵外3村戸長役場所属となる。
- 1906年（明治39年） - 上名寄外3村戸長役場（現名寄市）所属となる。
- 1907年（明治40年） - 上名寄外3村戸長役場から分離・独立し、下名寄外1村戸長役場を美深5線に設置。
- 1911年（明治44年）11月3日 - 現在のJR宗谷本線が恩根内駅まで延伸。
- 1915年（大正4年）4月1日 - 二級町村制施行、下名寄村（しもなよろむら）が発足。
- 1920年（大正9年）
  - 6月1日 - 智恵文村（現名寄市の一部）を分村、同時に下名寄村を美深村に改称。
  - 10月1日 - 第1回国勢調査、美深村は2,045戸、10,991人。
- 1923年（大正12年）4月1日 - 一級町村制施行、美深町となる。
- 1964年（昭和39年）10月5日 - 国鉄美幸線開業。
- 1965年（昭和40年） - 美深スキー場オープン。
- 1985年（昭和60年）9月17日 - 美幸線廃止。
- 2010年（平成22年）3月6日 - 名寄バイパス 智恵文IC - 美深IC間開通。
- 2013年（平成25年）3月30日 - 美深道路 美深IC - 美深北IC間開通。名称が名寄美深道路に変更

## 経済
基幹産業は農業、酪農、林業。チョウザメが特産である。

### 立地企業
- SUBARU北海道美深試験場

### 農業団体
- 北はるか農業協同組合（JA北はるか）
- 北海道農業共済組合（NOSAI北海道）
  - 美深家畜診療所

### 金融機関

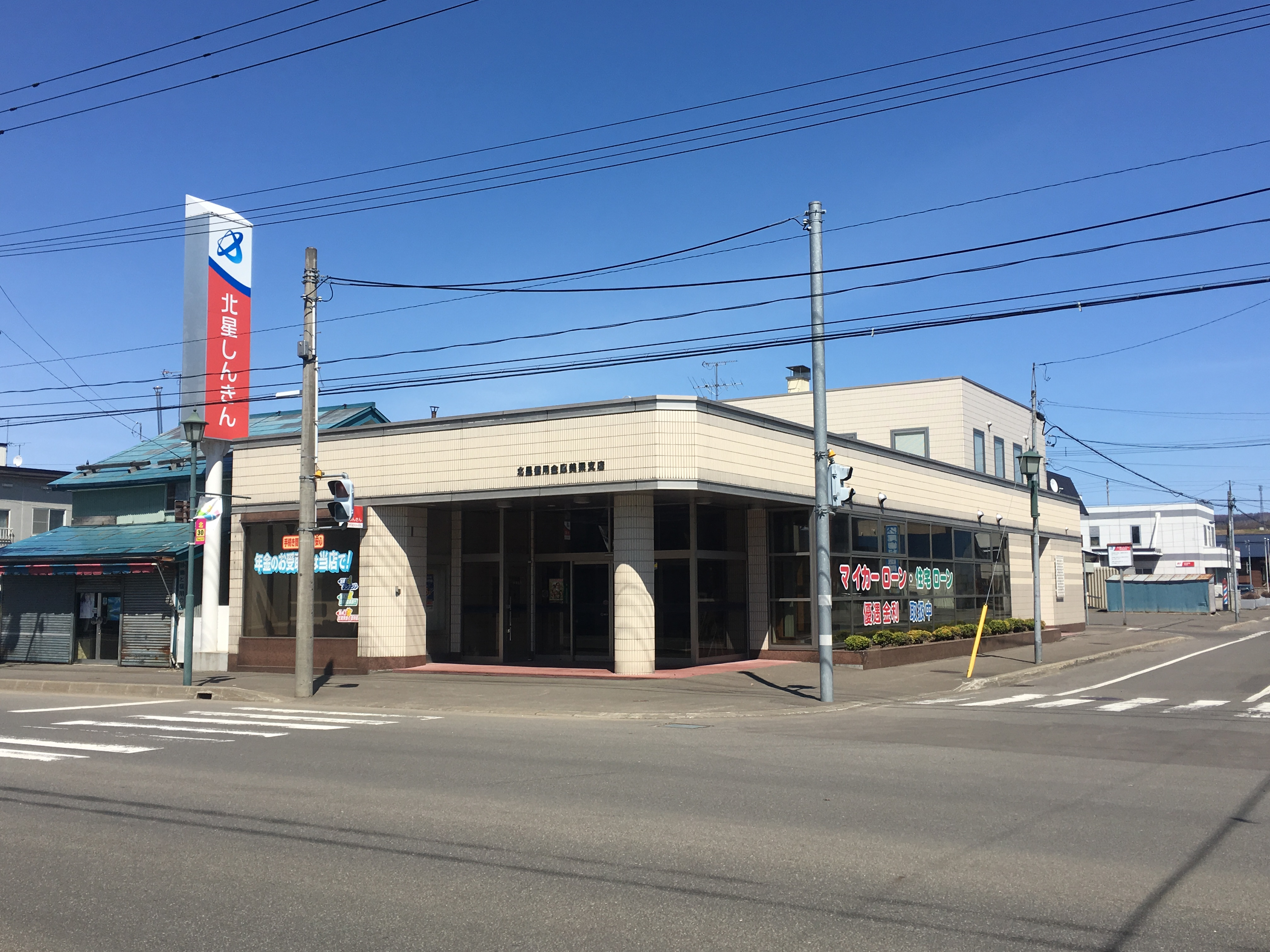
北洋銀行美深支店
  - 2025年（令和7年）5月26日 - 同行名寄支店内に移転する[6]。
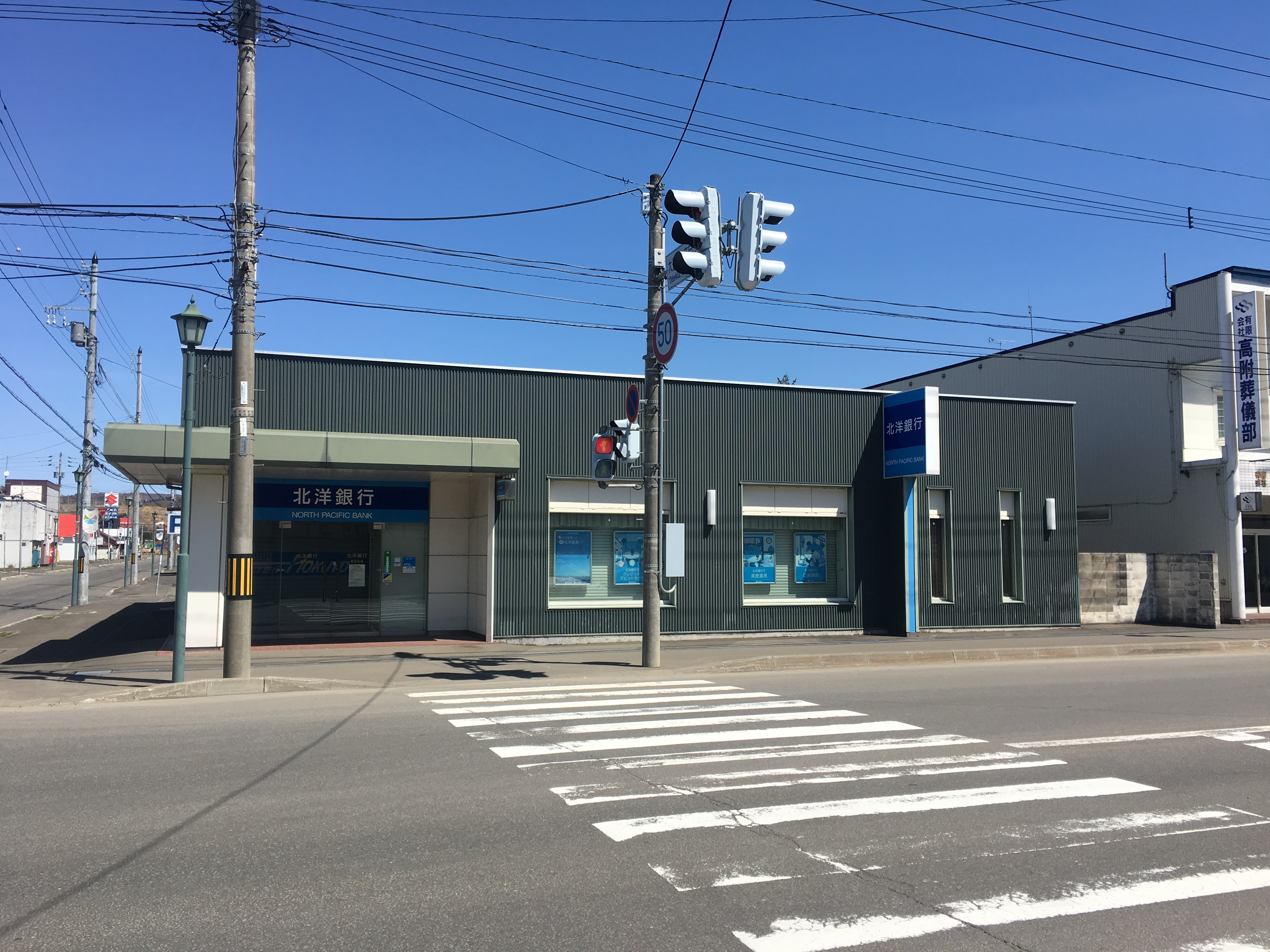
北星信用金庫美深支店
  - 2025年（令和7年）5月26日 - 上記の北洋銀行美深支店の移転に伴い、北星信用金庫美深支店内に北洋銀行との共同窓口が設置される予定[7]。

- 北星信用金庫美深支店
- 北洋銀行美深支店

### 商業
- 道北アークス - ラルズマート美深店
- 美深スーパー
- セブン-イレブン - 美深西1条店（日本最北のセブン-イレブン店舗）
- セイコーマート - 美深店

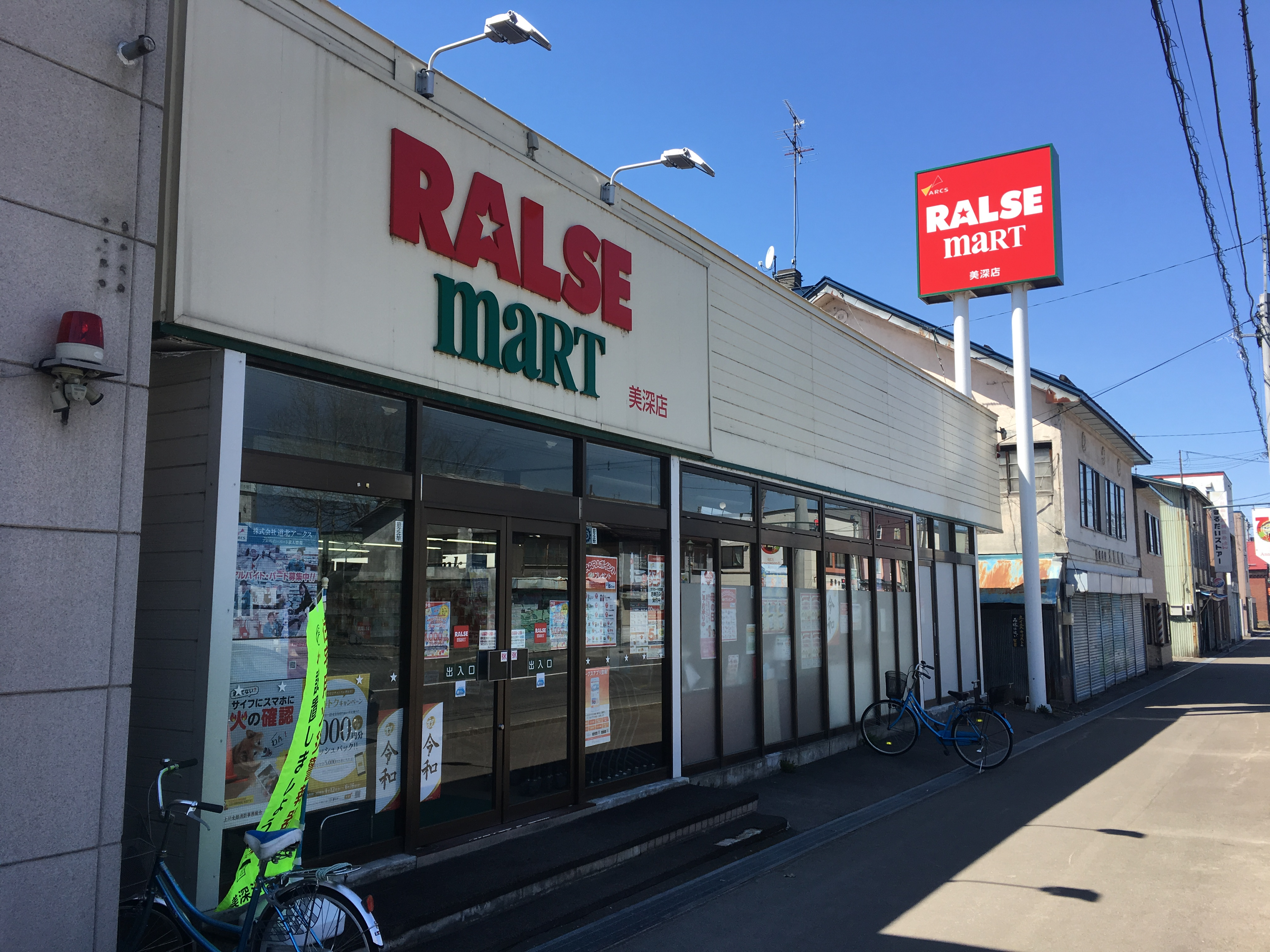
ラルズマート美深店
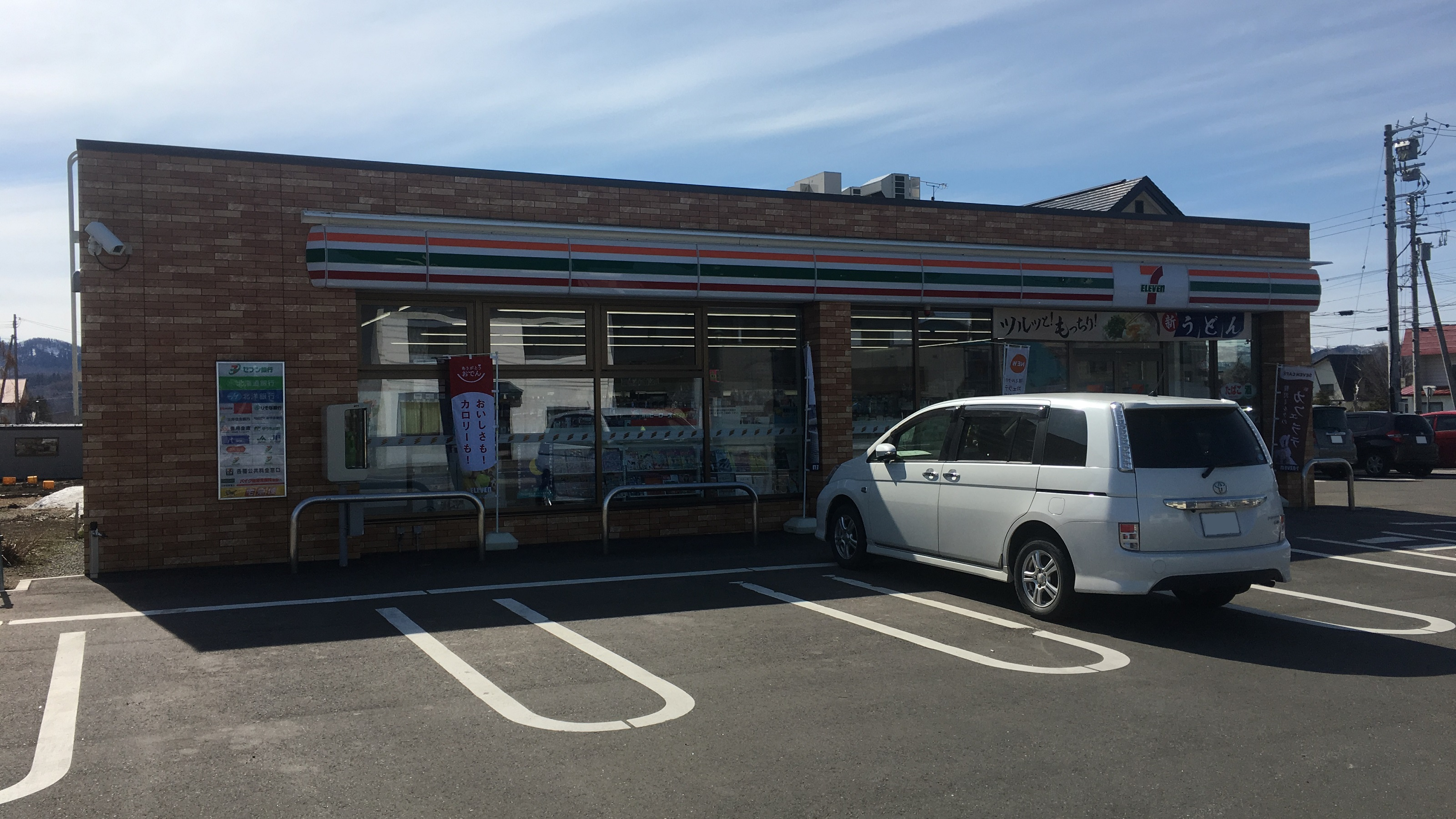
セブン-イレブン美深西1条店

## 郵便
郵便局
- 美深郵便局（集配局）
- 恩根内郵便局
  - 仁宇布簡易郵便局

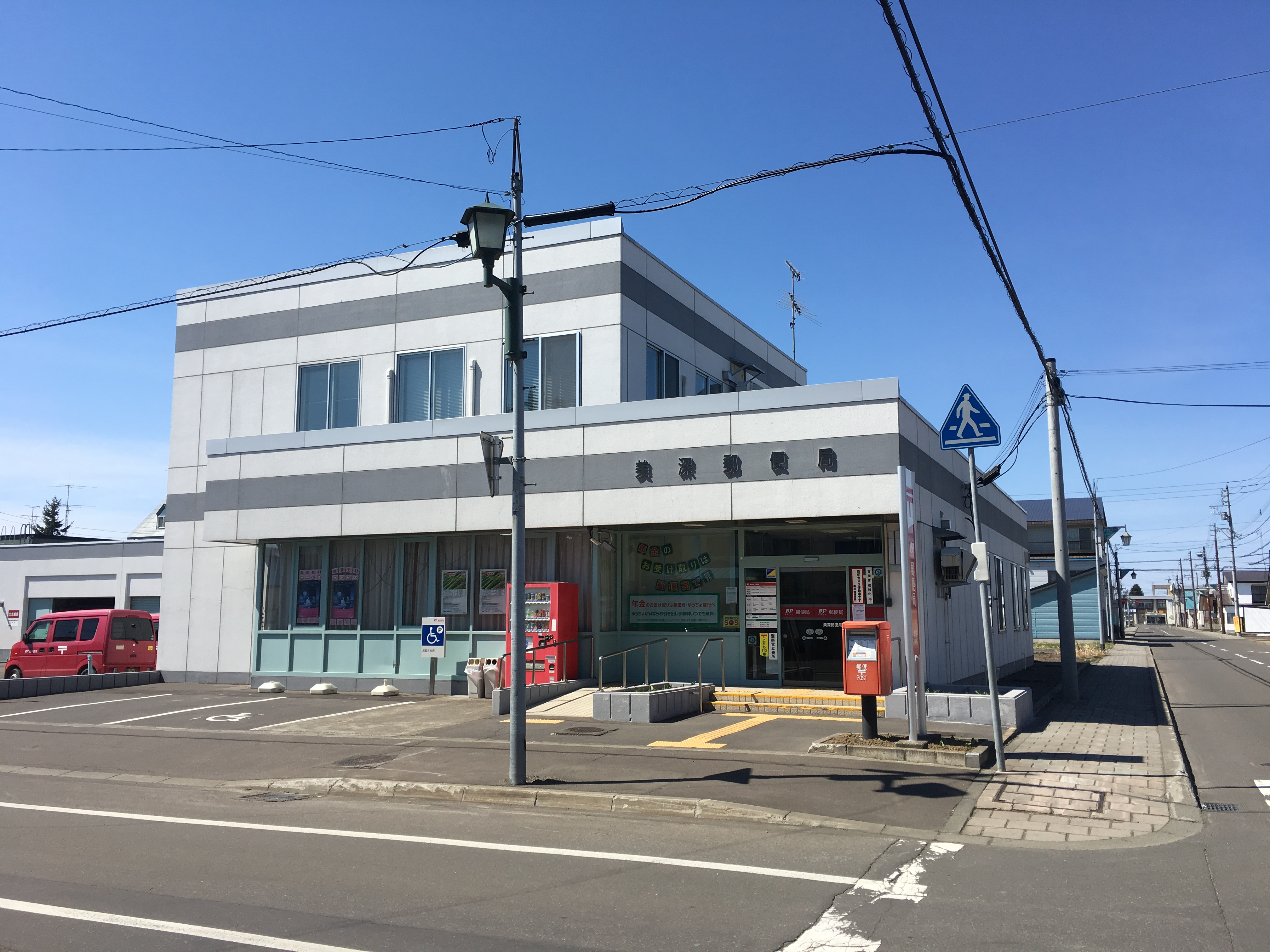
美深郵便局

## 官公庁・公共機関

### 道の機関
- 上川総合振興局産業振興部
  - 上川農業改良普及センター上川北部支所
  - 北部森林室

### 警察
- 北海道旭川方面名寄警察署美深警察庁舎（旧美深警察署）
  - 恩根内駐在所
    - 美深駅前交番

### 消防
- 上川北部消防事務組合
  - 美深消防署
    - 恩根内分遣所

## 医療機関

### 病院
- JA北海道厚生連 美深厚生病院
- 松尾歯科医院

## 姉妹都市・提携都市

### 国内
- 福岡県添田町 - 美幸線と添田線が国鉄の赤字1位をいつも争っていたことによる。

### 海外
- アッシュクロフト村（カナダ、ブリティッシュ・コロンビア州）

## 教育

### 高等学校
- 北海道美深高等学校（道立）

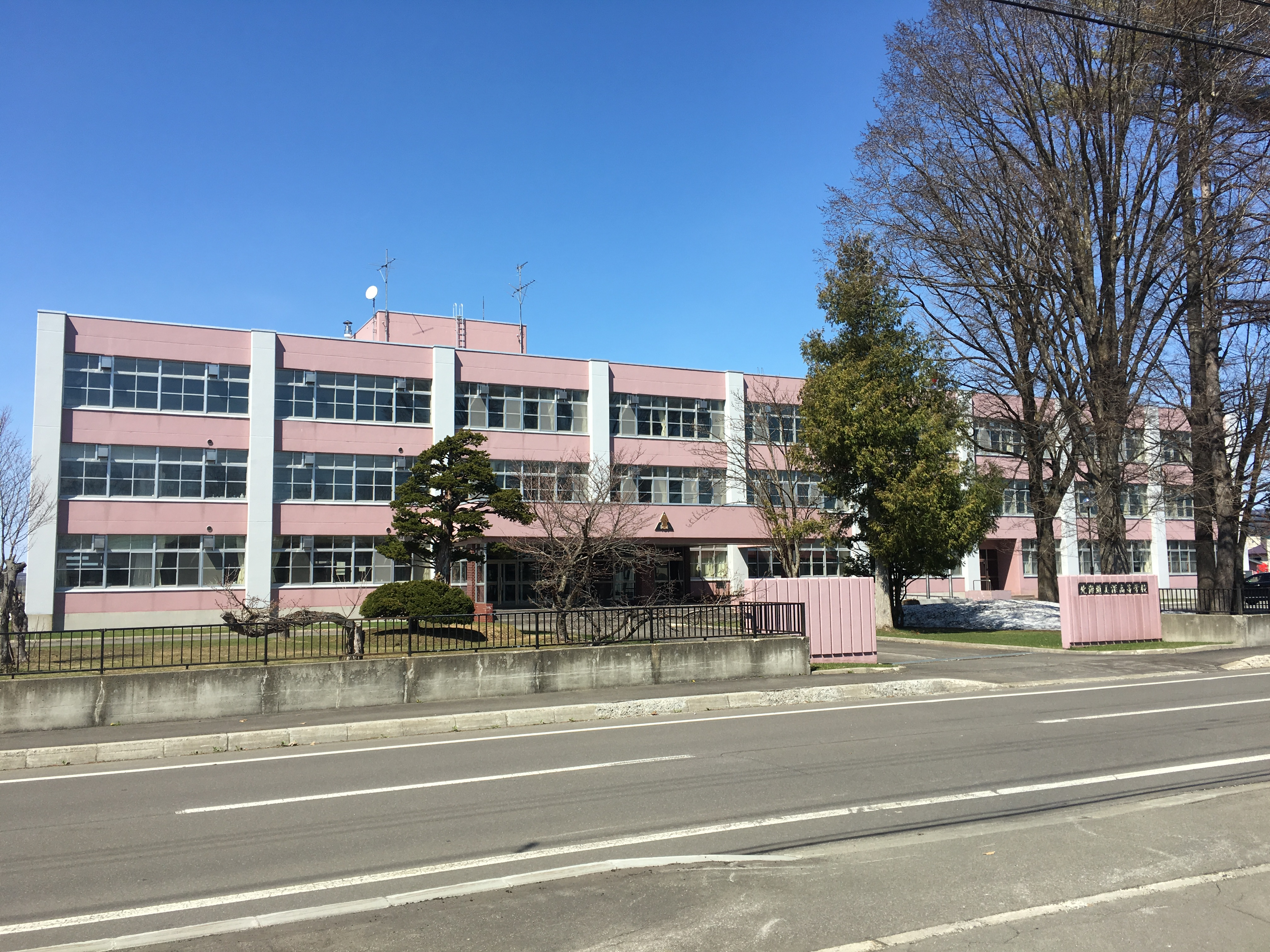
北海道美深高等学校

### 中学校
- 美深町立美深中学校

### 小学校
- 美深町立美深小学校

### 小中学校
- 美深町立仁宇布小中学校

### 特別支援学校

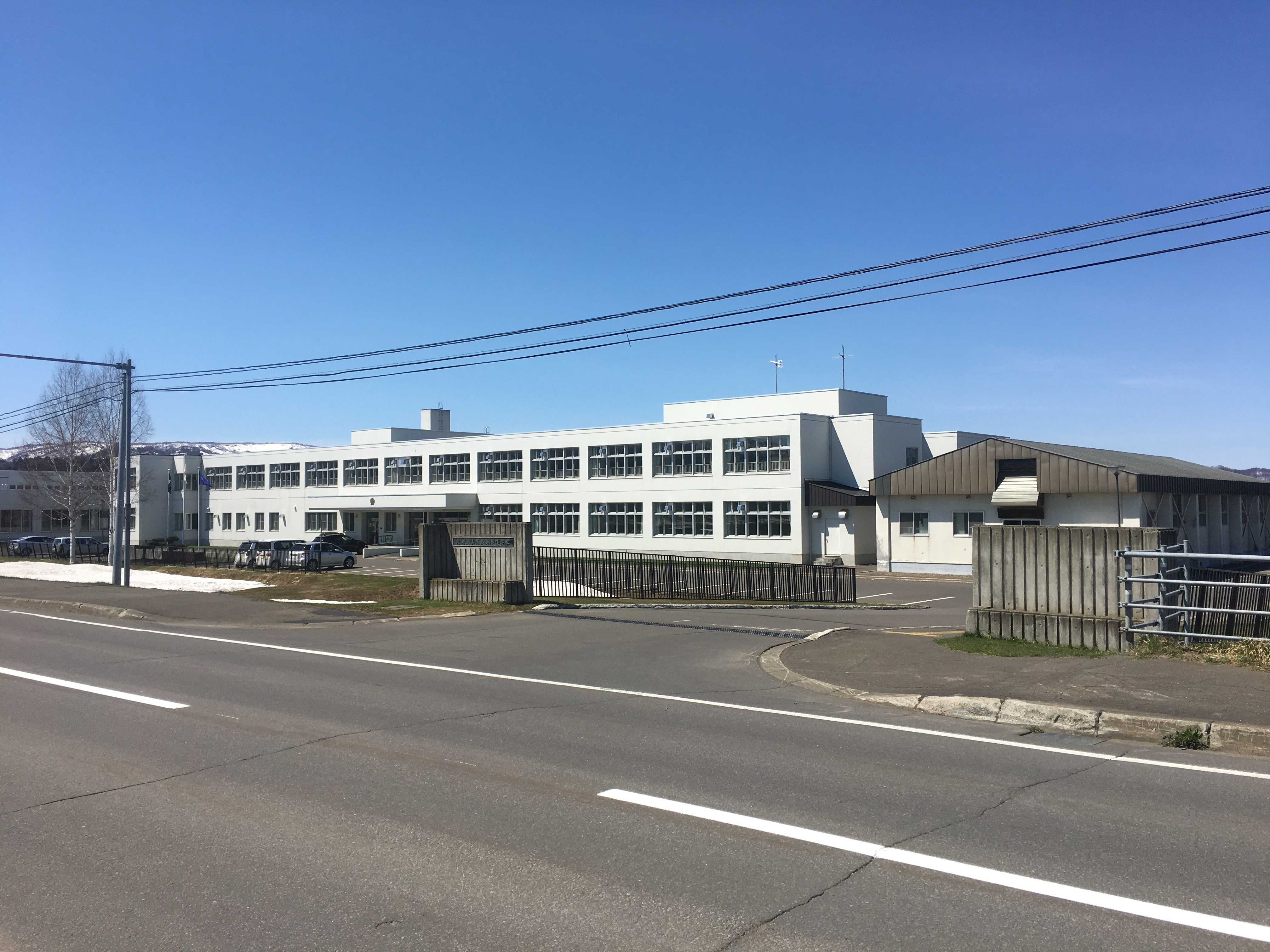
北海道美深高等養護学校

- 北海道美深高等養護学校

## 体育施設
- 町民体育館　美深町字西1条北1丁目4

- 町営プール　美深町字西1条北1丁目4
- 町営球場　美深町西2条南7丁目64
- 町営テニスコート　美深町字敷島116-3
- 町運動広場　美深町字敷島273-1
  - パークゴルフ場
  - グラウンド

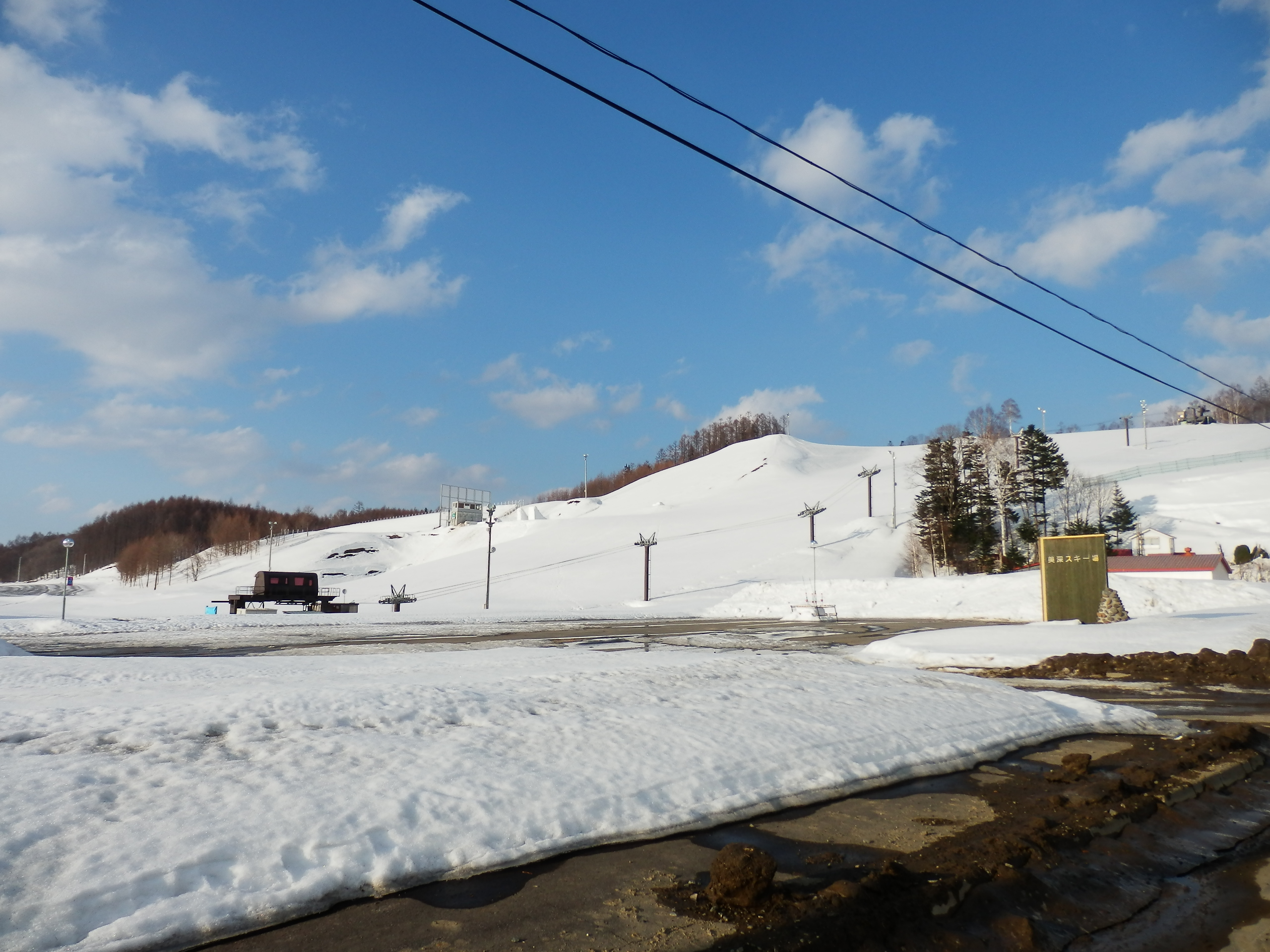
美深スキー場

- 町北町ゲートボール場　美深町字北町14-2
- 町ゴルフ練習場　美深町字敷島314-1
- 美深スキー場　美深町字敷島347-4
  - 冬季は町営スキー場が開設される
  - 歩くスキーコースが12月上旬から3月下旬にかけて運動広場近隣に開設される

## 交通

### 鉄道

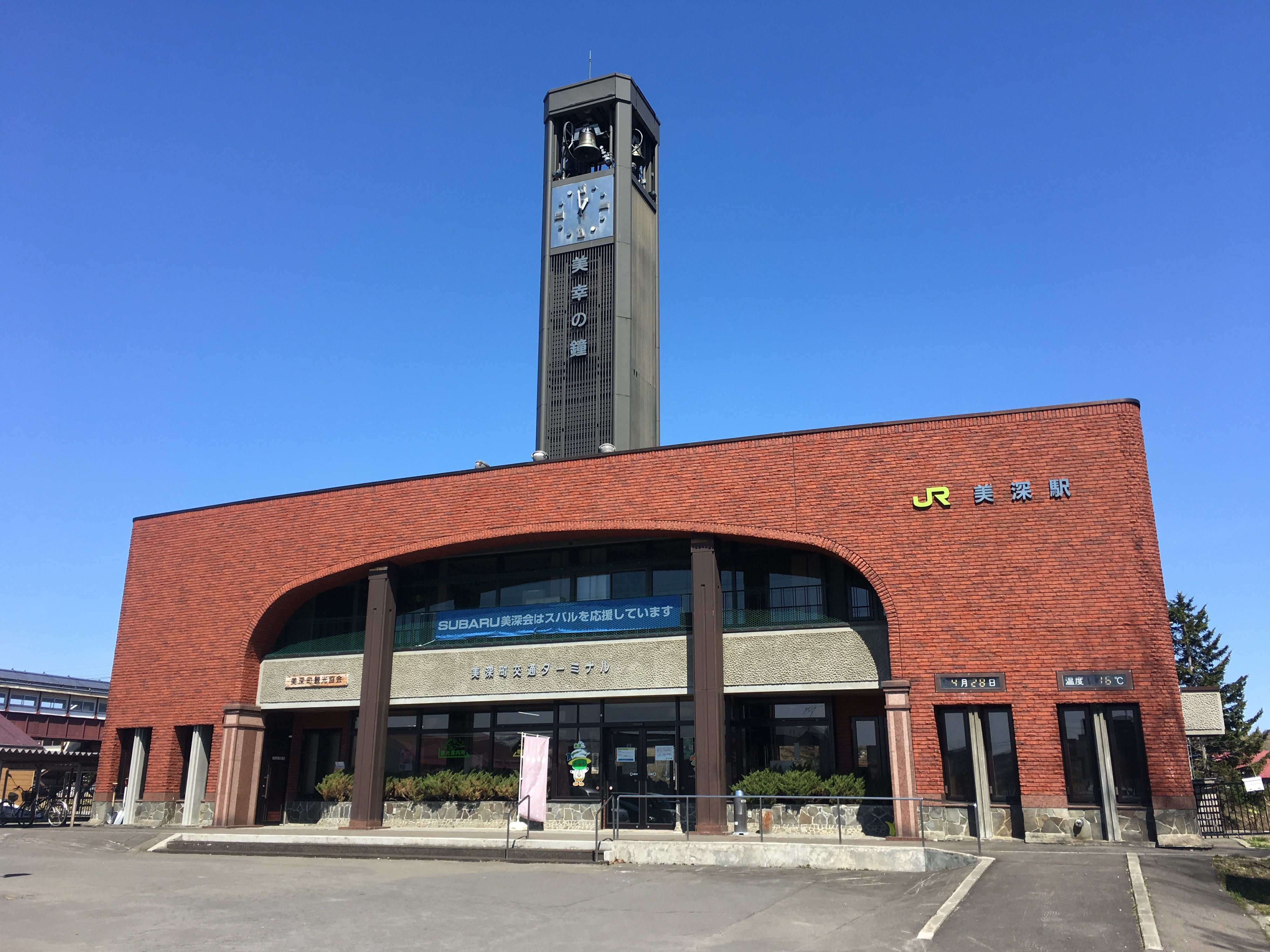
美深駅

- ■ 宗谷本線 : 美深駅 - (豊清水信号場）
- 最盛期には、町内に9駅存在した。
  - 宗谷本線：南美深駅、初野駅、紋穂内駅、恩根内駅、豊清水駅（現 豊清水信号場）。

2024年（令和6年)までに全て廃止された。
- - 美幸線：東美深駅、辺渓駅、仁宇布駅
- 美深駅から分岐していた美幸線は、1985年（昭和60年）に廃止された。

廃止日など詳細については各項目を参照。
- 美深町営軌道 - 廃止

### バス
- 名士バス - 仁宇布方面デマンドバス（美幸線代替路線）、名寄市方面、美深温泉・恩根内方面
- 宗谷バス - 札幌市方面都市間バス（2015年（平成27年）11月1日停車開始[8]）
- コミュニティバス
  - フレんどバス - 予約制

### 道路

#### 高速道路（高規格幹線道路）
- 国土交通省北海道開発局
  - E5 名寄美深道路（国道40号）： - 美深IC - 美深北IC

#### 一般国道
- 国道40号
- 国道275号 美深峠(438)

#### 主要地方道
- 北海道道49号美深雄武線
- 北海道道118号美深中川線
- 北海道道120号美深中頓別線

#### 一般道道
- 北海道道252号美深名寄線
- 北海道道445号紋穂内停車場線
- 北海道道680号班渓美深停車場線
- 北海道道760号智恵文美深線

#### 道の駅
- びふか

## 名所・旧跡・観光スポット・祭事・催事

### 美深町文化財
- 天塩川名由来の地
- 富岡遺跡
- モンポナイ遺跡
- 楠遺跡
- 松山湿原

### 観光
国土庁｢水の郷百選｣認定。
- 森林公園びふかアイランド
  - 美深チョウザメ館（ミニ水族館）
  - 林業保養センターびふか温泉
  - 道の駅びふか
- びふか松山湿原（日本最北の高層湿原）
- 旧国鉄美幸線

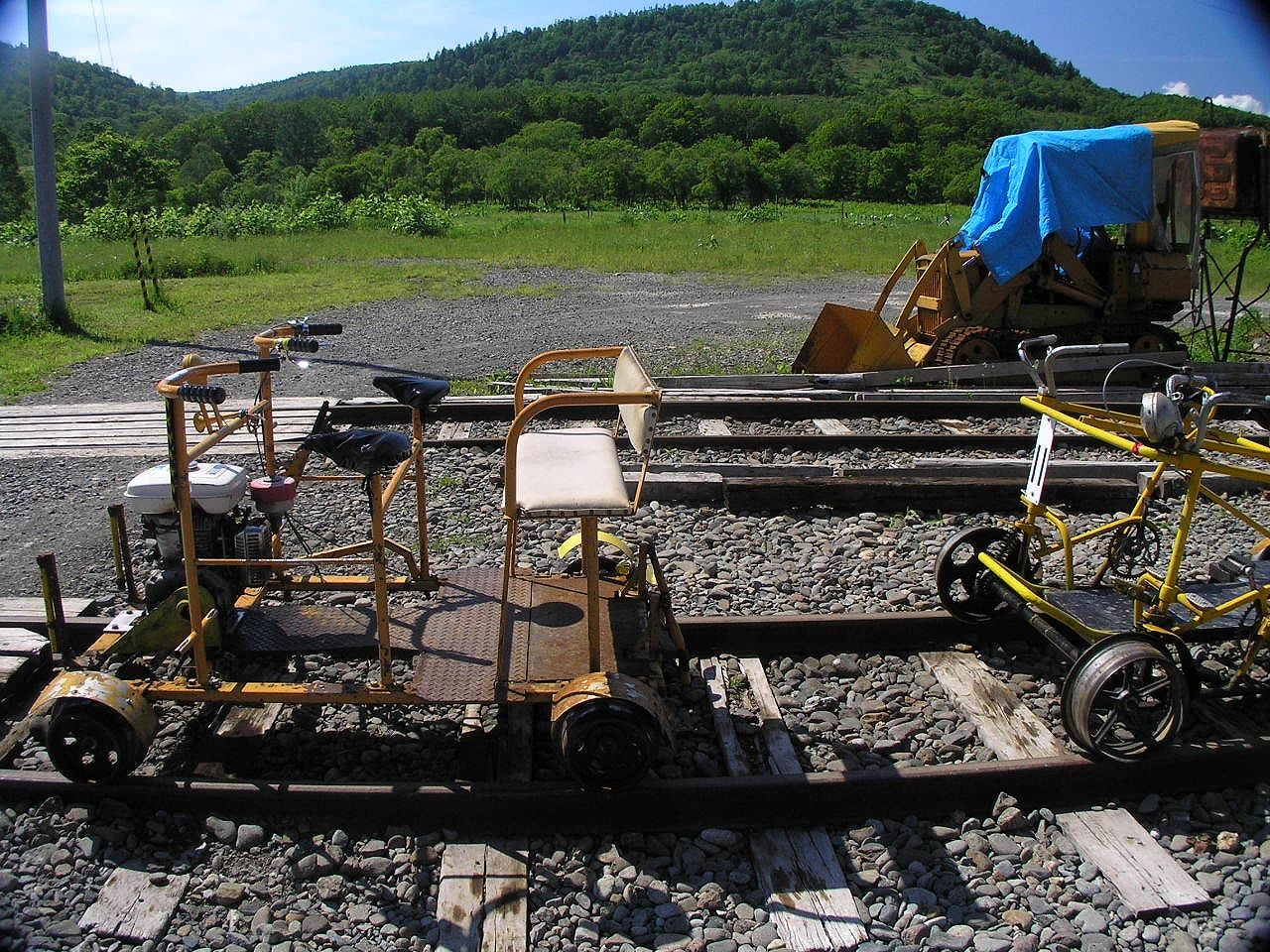
トロッコ王国美深

  - トロッコ王国美深 廃線となった美幸線を、自分が運転するトロッコで走行できる。（普通自動車運転免許が必要）
  - 美幸の鐘（美深駅）
- 天塩山弘法寺(北海道三十三観音霊場28番札所)

## 出身有名人
- 石崎隆之 - 騎手／地方競馬・船橋競馬場所属
- 千秋実 - 俳優、旧・恩根内村出身
- 十亀昭雄 - 政治学者
- 深瀬昌久 - 写真家
- 松浦周太郎 - 政治家
- 山本信夫 - 元根室支庁長
- 岩田公雄 - ytv特別解説委員　※(北海道旭川市出身と表記も)
- 村山紀昭 - 哲学者
- 沢田石和樹 - NHK松山放送局アナウンサー
- 久保田宏 - 医師

## ゆかりの人
- 松浦カツ - 社会実業家